# Fratta (Oderzo)
Fratta è una frazione del comune di Oderzo (TV). Conta all'incirca mille abitanti.

## Storia e cultura
La prima citazione della Parrocchia risale al 1176.
L'ex chiesa parrocchiale, risalente al XV secolo, sorge al centro della parte storica del paese, situata a sud della statale Postumia. È dedicata a san Filippo e san Giacomo apostolo; in origine era cappella della Pieve di Oderzo. Nel XVII secolo venne edificata una seconda chiesa, di dimensioni ridotte, dedicata a santa Caterina.
Tra la fine degli anni sessanta e l'inizio del decennio successivo fu edificata a nord della Postumia una nuova, grande zona residenziale: per venire incontro al previsto aumento della popolazione fu anche edificata una nuova chiesa parrocchiale, inaugurata nel 1973.
La provinciale Postumia, che collega Treviso con Portogruaro, divide quindi la parte vecchia del paese da quella nuova.
A Fratta si trova anche la casa-studio della pittrice italiana Gina Roma

## Feste popolari
La sagra paesana si svolge a metà febbraio in prossimità della ricorrenza del patrono, vicino alla chiesa intitolata a San Valentino e alla grotta della Madonna di Lourdes.
I santi titolari della parrocchia sono invece San Filippo e Giacomo apostoli.

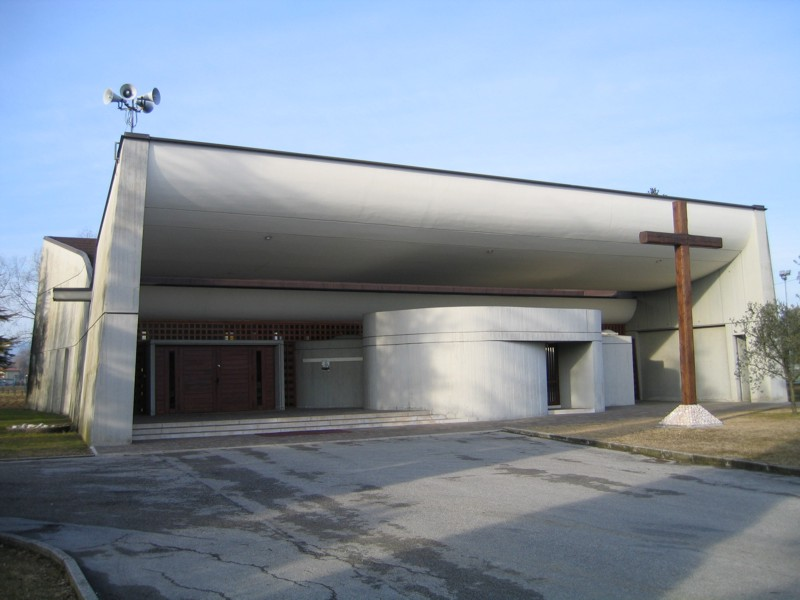
L'attuale chiesa parrocchiale di Fratta